# 曉高·艾簡達拿
曉高·艾簡達拿（葡萄牙語：Hugo Alcântara，1979年7月28日—），出生于庫亞巴，巴西职业足球运动员，现效力于巴西球会Grêmio Esportivo Osasco。

## 榮譽
- 克盧日
  - 羅馬尼亞聯賽: 2009–10
  - 羅馬尼亞杯: 2008–09, 2009–10[1]
  - 羅馬尼亞超級盃: 2009, 2010

## 連結
- Profile （页面存档备份，存于） at 90Minut.pl （波兰語）
- Guardian's Stats Centre （页面存档备份，存于）